# Valarsh
Valarsaces o Valarsh fou bisbe de Nísibis successor de Babu entre el 346 i el 350.
Se li atribueix (al Cronicó Pasqual) una carta escrita durant el tercer setge de Nísibis per part del rei sassànida Sapor II (350). A Nísibis s'ha trobat una inscripció que commemorava l'erecció d'un baptisteri per aquest bisbe.